# Языковая интуиция
Языкова́я интуи́ция (также чу́вство языка́) — умение чувствовать язык, его явления, понимать его взаимосвязанную иерархическую структуру и предвосхищать, угадывая интуитивно новые, до этого неизвестные индивидууму языковые явления, неологизмы и т. д.
Языковая интуиция человека тесно связана с такими понятиями как «языковое развитие», в особенности «языковое развитие ребёнка», «языковая способность», «чувство языка», интуиция.  Развитие языковой интуиции напрямую связано с процессом обучения сначала родному языку, а затем иностранному языку или языкам в детском саду, школе и других образовательных учреждениях.
Языковая интуиция — это, в первую очередь, результат языковой практики, но способность заниматься этой практикой у разных людей разная и зависит от ряда факторов, в том числе и от того на какой из компонентов языковой способности делается акцент (интеллектуальный или специальный). В целом, языковая интуиция является неотъемлемой составляющей творческого языкового процесса, а потому для развития способностей ребёнка необходимо постоянно совершенствовать и стимулировать его языковую интуицию.